# Landbus Bregenzerwald

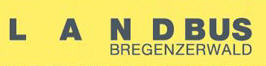
Logo Landbus Bregenzerwald

Der Landbus Bregenzerwald (ursprünglich Wälderbus genannt) ist ein Teil des Vorarlberger Landbussystems und verbindet im Bundesland Vorarlberg das untere Rheintal um Bregenz und Dornbirn mit dem Bregenzerwald.
Träger und Besteller des Systems ist die Regionalplanungsgemeinschaft (REGIO) Bregenzerwald, ein Interessensverband von 24 Gemeinden im Bregenzerwald. Sämtliche Dienstleistungen werden von der REGIO beim ÖBB-Postbus bestellt, dieser wiederum delegiert 40 % der Leistungen an private Subunternehmer weiter. Größtes privates Subunternehmen ist die BregenzerwaldBus GmbH, ein Joint Venture von mehreren privaten Busunternehmen.

## Geschichte des Landbus Bregenzerwald

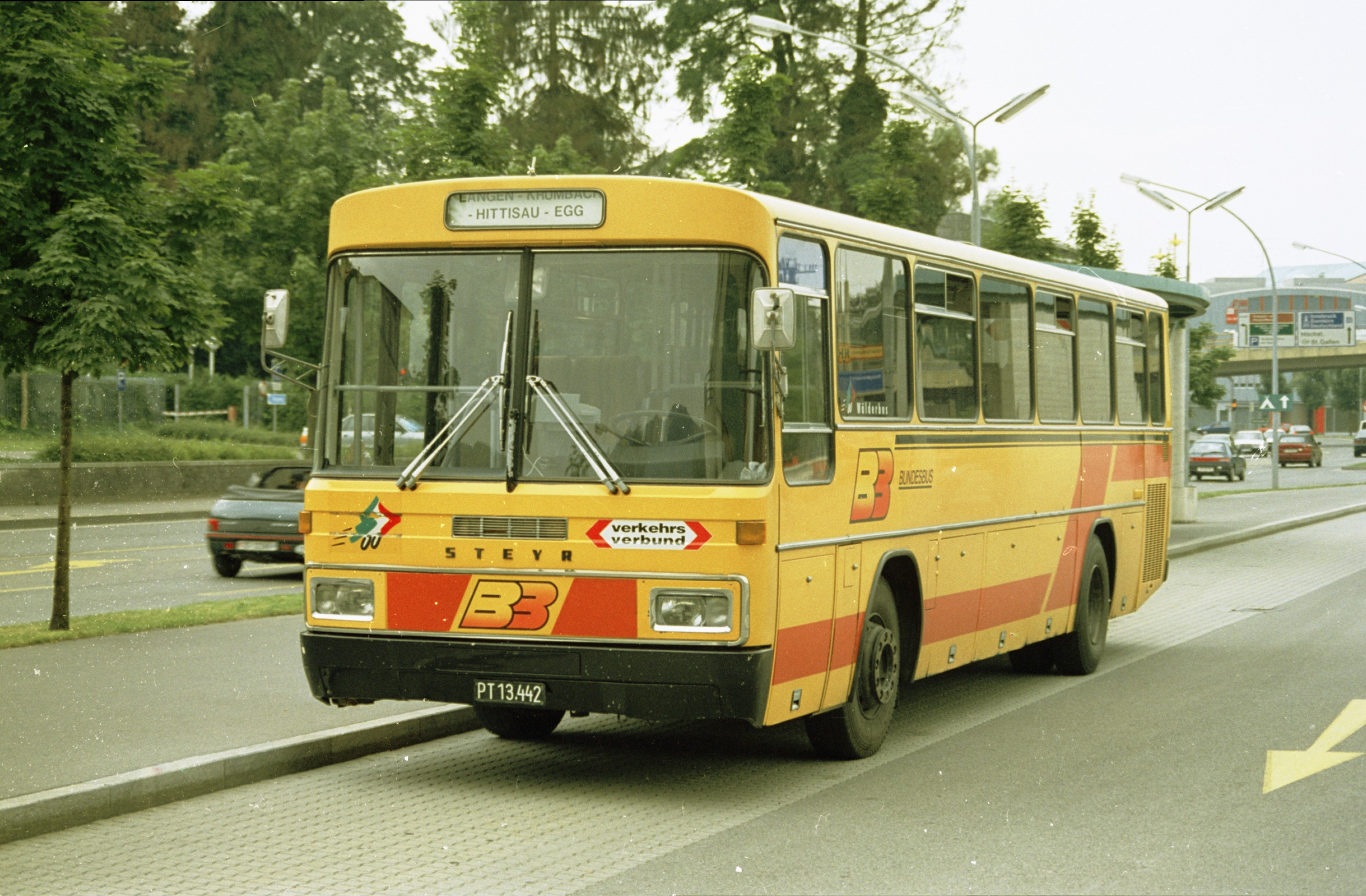
Ein typischer Wälderbus (Steyr-Mercedes SML 14H 256) 1994 am Bahnhof Bregenz (Linie 25)

Das Grundkonzept des Wälderbus, eines Bussystems mit Taktverkehr das der anspruchsvollen Topographie (sehr viele Seitentäler) der Region gerecht wurde, erarbeitete 1993 die Schweizer Firma Metron. Ein Jahr später ging das Wälderbussystem in Betrieb.
Im Großen und Ganzen ist das damalige System noch heute in Betrieb, allerdings kam es zu einem Redesign und Rebranding, analog zu den anderen Buslinien in Vorarlberg, zum Landbus Bregenzerwald.
Da mit der Fertigstellung des Achraintunnels zwischen Alberschwende und Schwarzach die Busse nach dem bisherigen Fahrplan gegenüber dem motorisierten Individualverkehr viel Zeit verloren hätten, wurde durch das Schweizer Verkehrsplanungsbüro Müller, Romann und Schuppisser ein neues Linienkonzept erarbeitet, welches ab Frühjahr 2009 greifen sollte. Allerdings wurden große Teile dieses Konzeptes verworfen. Zum 11. Juli 2011 wurden folgende Punkte umgesetzt, die schnellere und öftere Verbindungen ins Rheintal bedeuten:
- Die neue Linie 37 fährt durch den Achraintunnel und von Dornbirn Nord bis Wolfurt über die A14.
- Die Linie 41 verkehrt Montag–Freitag stündlich zwischen Sibratsgfäll und Dornbirn, vorher zumeist nur ab Müselbach nach Sibratsgfäll.

Diese beiden Linien verdichten die Linien 35 und 40 auf den gemeinsam befahrenen Streckenabschnitten (Mellau – Alberschwende bzw. Müselbach – Dornbirn) auf einen angenäherten Halbstundentakt. Die Linie 40 wurde in Schoppernau gebrochen.
Außerdem haben die Linien 35 und 40 zwischen Egg und Bersbuch ihre Linienwege getauscht und die Linie 38 endet montags bis freitags statt in Schwarzenberg in Bersbuch.
Mit Neubau der Bezauer Seilbahn wurde die Linie 34 neu eingeführt, welche die Seilbahnen in Bezau und Mellau miteinander verbindet. Auch sind einzelne Linien entfallen.
Mit Fahrplanwechsel 2022/23 wurden alle zweistelligen Buslinien durch dreistellige ersetzt. Im Oktober 2022 wurden diese neuen dreistelligen Nummer erstmals präsentiert. Seitdem wird der Landbus Bregenzerwald mit dem Nummernkreis 8xx bezeichnet werden.

## Verkehrsleistung

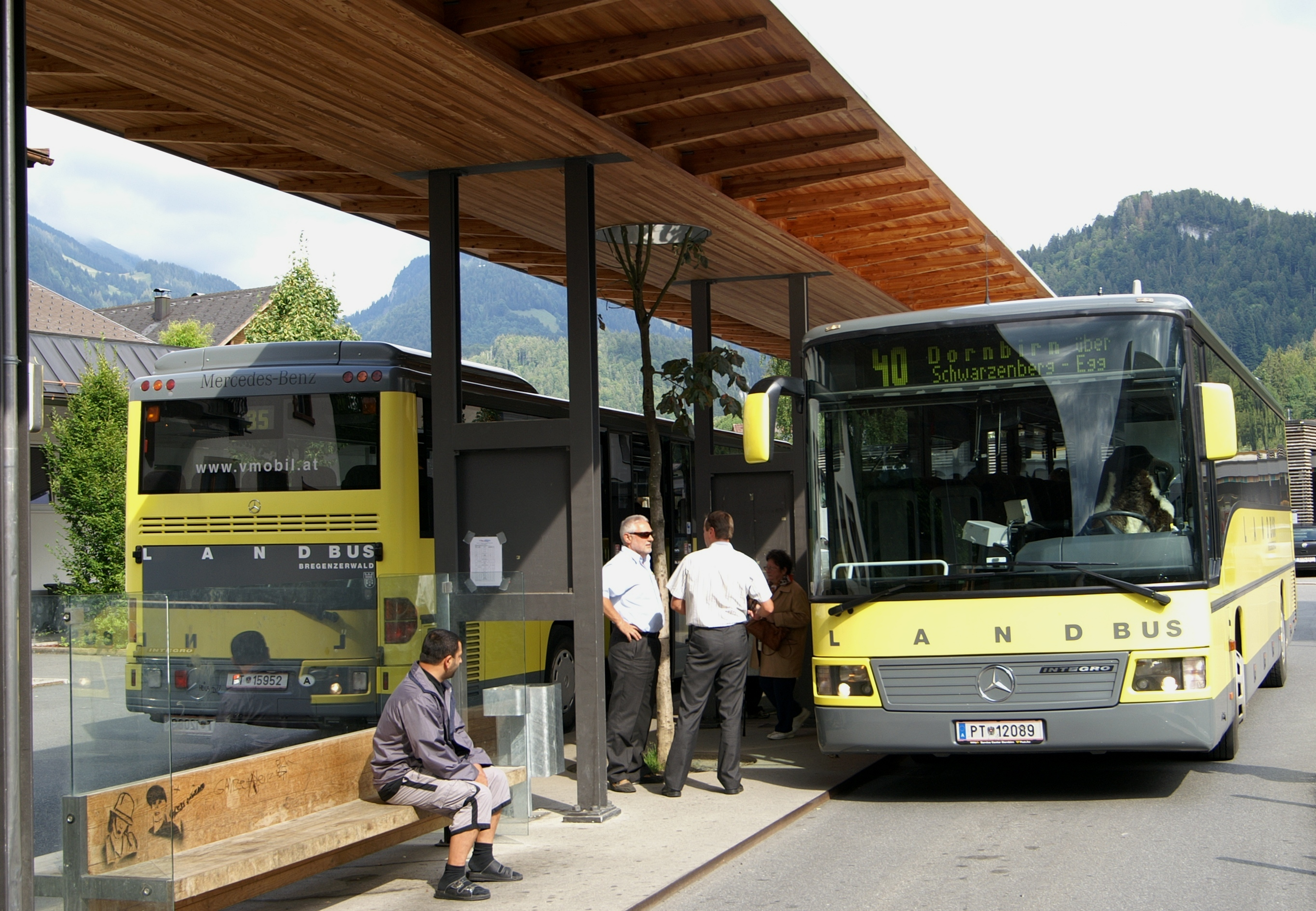
Umsteigesituation am Bahnhof Bezau (2007)

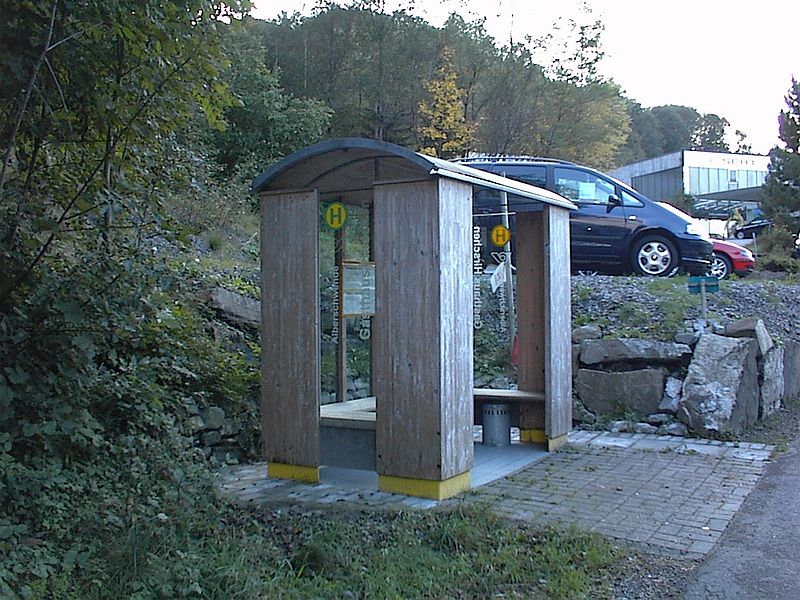
Typische Wartehalle im Bregenzerwald, einem Wagen der ehemaligen Bregenzerwaldbahn nachempfunden

Jährlich werden rund 4,5 Millionen Beförderungsfälle gezählt, eine Vielzahl davon sind Wintersportler und Sommertouristen.
Das Liniennetz umfasst rund 750 Kilometer und 21 Linien, die größtenteils im Stundentakt bedient werden.

### Liniennetz
Auf den Linien 832 und 870 gibt es gesonderte Fahrpläne für Winter- und Sommerhalbjahr; die Abschnitte der Linie 831 nach Schönenbach und der Linie 852 nach Lech werden nur im Sommerhalbjahr bedient. Die Linie 860 verkehrt Sam-, Sonn- und Feiertags nur zwischen Hittisau und Sibratsgfäll.
Allgemeine Betriebszeit ist etwa zwischen 6:00 und 18:00 Uhr, wobei jede Linie individuell betrachtet werden muss.
| Linie (ab Dez. 2022) | Linie (bis Dez. 2022) | Verlauf                                                                     | Takt Mo – Fr           | Takt Sa/So     |
| -------------------- | --------------------- | --------------------------------------------------------------------------- | ---------------------- | -------------- |
| 820                  | 25                    | Bregenz – Langen – Krumbach – Hittisau – Egg                                | 60'                    | 60'            |
| 821                  | —                     | Bregenz – Langen – Scheidegg – Weiler im Allgäu                             | 60'                    | 60'            |
| 822                  | 27                    | Fahl – Thal                                                                 | div                    | eF             |
| 823                  | 28                    | Fahl – Sulzberg (– Doren)                                                   | 60'                    | 120'           |
| 824                  | 28b                   | Doren Huban – Gullenbach – Sulzberg                                         | 1–2 Fahrten (8-Sitzer) | —              |
| 825                  | 28a                   | Sulzberg – Gullenbach                                                       | 1–2 Fahrten (8-Sitzer) | —              |
| 827                  | 32                    | Egg – Großdorf – Schetteregg                                                | div                    | 120'           |
| 830                  | 35                    | Bregenz – Alberschwende – Egg – Schwarzenberg – Bezau                       | 60'                    | 60'            |
| 831                  | 36                    | Bezau – Bizau (– Schönenbach)                                               | 30'                    | 60'            |
| 832                  | 34                    | Ortsbus Bezau Bezau Seilbahn – Mellau Bergbahnen                            | 60' (saisonal)         | 60' (saisonal) |
| 833                  | 33                    | Bizau - Reuthe - Bezau - Mellau                                             | eF (saisonal)          | eF (saisonal)  |
| 840                  | 37                    | Bregenz – A14 – Wolfurt – Achraintunnel – Egg – Andelsbuch – Bezau – Mellau | 60'                    | —              |
| 850                  | 40                    | Dornbirn – Egg – Andelsbuch – Bezau – Schoppernau                           | 60'                    | 60'            |
| 851                  | 43                    | Au – Damüls                                                                 | 60'                    | 60'            |
| 852                  | 40a                   | Schoppernau – Schröcken – Warth – Lech am Arlberg                           | ~60'                   | ~60'           |
| 860                  | 41                    | Dornbirn – Alberschwende – Lingenau – Hittisau – Sibratsgfäll               | 60'                    | 120'           |
| 870                  | 38                    | Dornbirn – Bödele – Schwarzenberg – Bersbuch                                | 30'                    | 30'            |
| 890                  | 29                    | (Egg –) Lingenau – Langenegg – Krumbach – Riefensberg (– Oberstaufen)       | 30' - 60'              | 60' - 120'     |
| 891                  | 30                    | Hittisau – Bolgenach – Riefensberg                                          | 60' - 120'             | 120'           |

Fettschrift: dichterer Takt; in Klammern: einzelne Fahrten (eF); div: kein Taktverkehr; Stand: 11/2023
Größere Umsteigepunkte befinden sich in Krumbach, Hittisau, Egg und Bezau.
Neben den Anschlüssen an den Landbus Unterland in Dornbirn, Bregenz (dort auch zu den Stadtbussen) und den Hofsteig-Gemeinden verkehren ab Alberschwende die Linien 158 und 159 über die Hanggemeinden Buch bzw. Bildstein. In Warth bzw. Lech bestehen Anschlüsse ins obere Lechtal und zum Arlberg, ab Damüls über das Faschinajoch ins Große Walsertal (ein Busverkehr über das Furkajoch ins Laternsertal existiert jedoch nicht). In Oberstaufen bestehen Übergänge zu den bayrischen Buslinien.

#### Sonderlinien
| Linie (ab Dez. 2022) | Linie (bis Dez. 2022) | Verlauf | Verkehrstage |
| -------------------- | --------------------- | --- | ------------ |
|                      | R1                    | Radbus Egg – Hittisau – Bregenz – Alberschwende – Warth / Warth – Hittisau / Hittisau – Warth / Warth – Hittisau – Bregenz – Alberschwende – Egg | Do – So      |
| 8N1                  | N8                    | Nachtbus Schwarzach – Alberschwende – Schoppernau / Bezau – Alberschwende – Schwarzach                                                           | Fr auf Sa    |
| 8N2                  | N9                    | Nachtbus Bregenz – Kennelbach – Langen bei Bregenz – Sulzberg – Doren – Krumbach – Langenegg – Lingenau – Hittisau – Egg                         | Fr auf Sa    |

#### Entfallene Strecken
| Linie | Verlauf |
| ----- | --- |
| 26    | Langen Hub – Fischanger |
| 39    | Langenegg – Müselbach |
| 98    | Hittisau – Balderschwang (war nicht von Landbus Bregenzerwald organisiert; Linie besteht als 9746 (kurz: 46) weiterhin, der Vorarlberger Verbundtarif wird weiterhin bis Balderschwang anerkannt) |
| 30    | Abschnitt zum Hochhäderich |

## Ausstattung

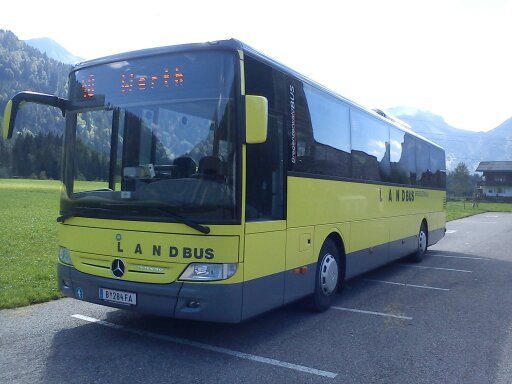
Linie 40 Richtung Warth in Schoppernau (mit neuer Farbgebung)

Neben der in ganz Vorarlberg üblichen gelben Farbgebung der Busse, wurde 2011 von der REGIO Bregenzerwald eine zusätzliche Bestimmung erlassen, die vorschreibt, dass alle in Betrieb stehenden Linienbusse mit Fahrgastinformationssystemen ausgerüstet werden müssen. Diese Displays informieren den Fahrgast neben den nächsten Haltestellen auch über Änderungen in der Linienführung (zum Beispiel aufgrund Baustellen) sowie über polizeiliche Hinweise, wie Fahndungsausschreibungen. Wie auch auf den Bussen selbst, darf dort keine Werbung, die nicht direkt oder indirekt mit dem Verkehrsverbund Vorarlberg (VVV) zu tun hat, gezeigt werden. Die Systeme sind seit Anfang 2012 in allen Bussen eingebaut.
Die Fahrer sind zusätzlich verpflichtet Dienstuniform zu tragen. Diese besteht mindestens aus einem Hemd (meist Blau oder Gelb; bei Postbus weiß). Zusätzlich kann eine Krawatte oder eine Weste getragen werden.
Der Fuhrpark ist wie bei den anderen Landbus-Systemen äußert divers, jedoch setzt Postbus hauptsächlich auf Busse von Iveco und Mercedes-Benz. Bei anderen Subunternehmen, die im Auftrag von Postbus verkehren, ist eine Häufung von Bussen der Marken Setra und Solaris zu beobachten.
Die bisher eingesetzten Hochflurbusse werden auf lange Sicht hin durch Niederflur- bzw. Low-Entry-Busse ersetzt, um den Einstieg – vor allem für ältere Personen – zu erleichtern.

## Anmeldefristen Verstärkungsbus
Gruppen ab einer Stärke von zehn Personen müssen bis zum Abend des Vortages ihren Fahrtwunsch dem VVV mitteilen. Dieser kann dann bei Bedarf einen sogenannten „Verstärker“ (Verstärkungsbus) einsetzen, sinnvoll bei stark frequentierten Linien. Diese Verstärkungsbusse fahren oft einen anderen Linienweg als die regulär eingesetzten Linienbusse. Hintergrund ist die aufgrund der kostenlosen Beförderung von Touristen im Zuge der von den Touristenbüros kostenlos verteilten Bregenzerwald Card starke Frequentierung des Liniennetzes, nicht nur zur Hauptverkehrszeit.